# Eduardo Berón
Eduardo Berón (Quequén, Provincia de Buenos Aires, 31 de enero de 1987) es un futbolista argentino. Formó parte del plantel de Vélez Sársfield, Talleres (Bs As), etc. Actualmente juega de delantero en el equipo del Club Villa Díaz Vélez de la Liga Necochea de Fútbol.

## Trayectoria

### Inicios en Quequén y debut en Vélez Sarsfield
Sus inicios fueron en Defensores de Puerto Quequén, su debut en Primera de divisiones inferiores fue en el club Estación Quequén en la Liga Necochense de fútbol. Luego pasó al Rivadavia de Necochea, donde se mantuvo por más de tres años. Un día, su club disputó un amistoso contra un equipo alternativo de Vélez y, Berón marco tres goles en dicha práctica, por lo que no dudaron en ficharlo para el campeonato. A inicios del 2010 fue contratado por Vélez Sarsfield, club con el que debutó en Primera División el 7 de marzo de ese año ante Argentinos Juniors. Aquel día su equipo perdió 1-0 y Berón ingresó como sustituto en el segundo tiempo.

### Nueva Chicago
En los primeros días del 2011, Vélez lo cedió a préstamo con opción de compra al Club Atlético Nueva Chicago para que tenga más continuidad. Luego, Chicago hizo uso de la opción que disponía y Berón se transformó en nuevo jugador del "Torito" de Mataderos.
Fue muy importante para Nueva Chicago en el primer semestre del año 2011. En esos primeros seis meses en el club jugó 13 partidos y marcó 3 goles con la verdinegra puesta. A pesar de ingresar desde el banco de suplentes, tuvo una excelente actuación en el torneo reducido de la Primera B Metropolitana para lograr una plaza en la promoción. Convirtió un gol frente a Brown de Adrogué y otro contra Defensores de Belgrano en el partido de ida de la final. Además en la temporada regular le marcó al Almagro.
En la temporada siguiente, el "Kuky" jugó 24 partidos convirtiendo 4 goles (otra vez a Defensores de Belgrano, a Flandria, a Tristán Suárez y a Los Andes). Consiguió el ascenso a la Primera B Nacional ganándole a Chacarita Juniors en la Promoción.
En total una cosecha de 7 goles en 37 partidos jugados en Nueva Chicago a lo largo de un año y medio en la institución.

### Barracas Central
El 6 de julio de 2012, luego del ascenso a la Primera B Nacional con Chicago, la institución lo cedió a préstamo al Club Atlético Barracas Central para ganar mayor continuidad y poder mostrarse para una "futura venta" en caso de tener buenos rendimientos. En total jugó 35 partidos (2 por Copa Argentina) en los que convirtió 7 goles con la camiseta del "Camionero" (a Tristán Suárez, a Acassuso, a Flandria, a Comunicaciones, a Platense, otro nuevamente a Tristán Suárez y por último nuevamente a Flandria).
El jugador quedó con el pase en su poder, y decidió quedarse en Barracas, donde había adquirido mayor continuidad que en sus anteriores clubes. En la temporada 2013/14, siguió con la misma regularidad que tenía el torneo anterior. En el primer semestre disputó 18 partidos (1 por Copa Argentina) y convirtió 3 goles. En el segundo semestre de la temporada marcó 2 goles en 14 partidos, redondeando una gran temporada con 5 goles en 32 encuentros.
Sin embargo, para el Torneo de Transición de la Primera B 2014, el delantero no logró tener demasiada continuidad, disputando tan solo 2 partidos en todo el torneo.

### Talleres (RdE)
Luego de no tener continuidad a lo largo de todo el 2014 decidió emigrar del club buscando más actividad en una categoría menor. El Club Atlético Talleres de Remedios de Escalada de la Primera C, cuarta categoría incorporó al delantero para afrontar el torneo 2015 intercambiando a un jugador del plantel por el delantero surgido en Vélez.

### Villa Díaz Vélez
Llegó al club necochense de la mano de Alejandro "La Porota" Barberon, para reforzar el equipo ya consolidado como un candidato en la Liga. Cerrando así con la llegada de Beron un refuerzo de jerarquía. Y en el año 2023 se coronó campeón

## Clubes
| Club             | País      | Año           |
| ---------------- | --------- | ------------- |
| Vélez Sársfield  | Argentina | 2009-2011     |
| Nueva Chicago    | Argentina | 2011-2012     |
| Barracas Central | Argentina | 2012-2014     |
| Talleres (RdE)   | Argentina | 2015-2017     |
| Estación Quequén | Argentina | 2017-2018     |
| Villa Díaz Vélez | Argentina | 2018-Presente |

## Estadísticas
| Club                                                       | Partidos | Goles | Promedio |
| ---------------------------------------------------------- | -------- | ----- | -------- |
| Vélez Sársfield                                            | 2        | 0     | 0,00     |
| Nueva Chicago                                              | 37       | 7     | 0,19     |
| Barracas Central                                           | 73       | 13    | 0,18     |
| Talleres (RdE)                                             | 20       | 11    | 0,55     |
| Total                                                      | 132      | 31    | 0,23     |
| Última actualización: Midland vs. Talleres (RdE), 28.08.15 |          |       |          |

## Palmarés
| Club          | Campeonato                | País      | Año       |
| ------------- | ------------------------- | --------- | --------- |
| Nueva Chicago | B Metropolitana (Ascenso) | Argentina | 2011-2012 |

liga necochea 2023